# 高橋菜摘
高橋 菜摘（たかはし なつみ、1988年1月28日 - ）は、日本の女性ファッションモデル。エイジアプロモーション所属。

## 出演

### 雑誌
- 『Fine』専属モデル
- 『Cawaii!』元専属モデル